# Rondo (île)
Pour les articles homonymes, voir Rondo.
Rondo est un îlot indonésien de la mer d'Andaman situé à 22 km au nord-ouest de l'île de Weh, 58 km au nord-ouest d'Aceh (pointe nord de l'île de Sumatra) et à 150 km au sud-est de la Grande Nicobar (Inde). Rondo est une île frontalière est le point le plus septentrional de l'Indonésie.
On rejoint Rondo en 45 minutes de bateau de la ville de Sabang dans l'île de Weh.

## Armée
Un détachement de 50 marinir (fusiliers marins) est stationné à Rondo.